# Cardiophorus canariensis
Cardiophorus canariensis là một loài bọ cánh cứng trong họ Elateridae. Loài này được Wollaston miêu tả khoa học năm 1858.